# 中國財政史
中國財政史論述中國千百年來政府的財政稅收制度等演變，稅收的掌握直接關係到王朝的興亡。

## 歷朝演變
中國歷代的經濟主要以農業為核心，所以稅收方面也就以農業為主。早在遠古時代各諸侯國已按各種農作物之收成，作為支撐軍事力量的重點。如戰國時代的商鞅變法以「耕戰」為核心，企圖以重農政策達到養戰的目標。
秦漢以還中國趨向大一統，稅收模式仍以農業為主，但發展到後期出現了土地兼併。由於中國幅員遼闊，通訊困難，土地所有權中央難以及時掌握，於是部分田地就落入地方各豪強勢力手中。自此這些土地逃出了中央政權的控制範圍，演變成魏晉時代的「莊園經濟」。中央不但欠缺駕馭地方的能力，還常反被地方大族影響，例如東晉。至南北朝時北方的北魏推行均田制，重新把國家境內土地轉回入中央手中。這政策為隋唐一統全國創造了基礎。
中唐以還藩鎮割據，中央再一次失去地方掌握，稅收則操之於地方上藩鎮。這趨勢演變成日後五代十國的分裂局面。有鑑於此，自宋代以還，稅收開始發展至中央集權。

## 延伸閱讀
- 张学锋：〈九品相通：再论魏晋时期的户调（页面存档备份，存于）〉。
- 賴建誠：〈《萬曆會計錄》初探（页面存档备份，存于）〉。
- 山根幸夫：〈明代福建的丁料和纲银（页面存档备份，存于）〉。